# Chick Reiser
Joseph Francis « Chick » Reiser, né le 17 décembre 1914, à New York, décédé le 29 juillet 1996, à Destin, en Floride, est un ancien joueur et entraîneur américain de basket-ball. Il évolue durant sa carrière aux postes d'arrière et d'ailier.

## Palmarès
- Champion ABL 1942
- Champion NBL 1944, 1945
- Champion BAA 1948